# 诉讼担当
诉讼担当是指第三人得以自己名义为当事人（他人），就属于他人之实体法上之权利或义务，实施诉讼之权能。诉讼担当可分为法定诉讼担当和意定诉讼担当。
诉讼担当与代理的区别在于，诉讼担当是以本人名义为第三人（当事人）实施诉讼之權能，而代理则是直接以当事人名义为其实施诉讼之權能。